# Song Gisuk
Song Gi-suk (en coréen : 송기숙), né le 4 juillet 1935 à Jangheung, et mort le 5 décembre 2021, est un écrivain sud-coréen.

## Biographie
Song Gi-suk est né le 4 juillet 1935 à Jangheung dans la province du Jeolla du Sud, en Corée du Sud. Il a obtenu une maîtrise à l'université nationale de Chonnam en 1961. Il a travaillé en tant que professeur à l'université nationale de Chonnam et a été arrêté pour avoir écrit la Déclaration de la démocratisation de l'éducation. Après sa libération, il se voit licencier de son poste de professeur. En 1980, il a été de nouveau arrêté pour avoir participé au soulèvement de Gwangju (le 18 mai). Il a ensuite été professeur de littérature coréenne toujours à l'université nationale de Chonnam.

## Œuvre
L'Institut coréen de traduction littéraire (LTI of Korea) présente son œuvre de cette manière : 
L'écriture de Song Gi-suk est motivée par le désir de décrire la vie des gens ordinaires et de saisir la continuité qui marque leur existence dans l'histoire coréenne, allant de l'époque féodale jusqu'à l'ère actuelle de la division nationale en passant par la domination coloniale japonaise. Cette volonté se manifeste dans Élégie de Jaratgol (Jaratgorui Biga, 1977) qui traite de la tragédie frappant les trois générations d'une famille dans un village perdu de la province de Jeolla. Avec les cimetières des familles de Jaratgol comme toile de fond, le roman raconte rétrospectivement les événements qui ont entraîné cette somme de conflits et de douleurs dans ce petit village : le roman se termine sur une note positive lorsque la jeune génération des villageois réussit à éliminer la cause de la tragédie. L'auteur exprime ainsi sa foi dans l'esprit de résistance chez les gens ordinaires, en particulier ceux de la jeune génération. Cette foi peut être retrouvée dans L'île Amtae (Amtaedo, 1981) et Le général Nokdu (Nokdu janggun). L'île Amtae (Amtaedo) se concentre sur le conflit entre les propriétaires terriens et les fermiers pendant la période de la domination japonaise, et présente les paysans comme des combattants courageux qui luttent pour leur indépendance contre une machine oppressive. Dans Le général Nokdu (Nokdu janggun), l'auteur prend comme sujet la rébellion des paysans et met en évidence son caractère anti-féodal et anti-étrangers. Ce travail révèle la valorisation des événements historiques comme point culminant de la conscience anti-féodale qui a commencé à marquer l'esprit des gens de la campagne en Corée à la fin de la dynastie Joseon.

### Romans
- 자랏골의 비가 Élégie de Jaratgol (1977)
- 암태도 L'île Amtae (1981)

### Histoires courtes
- 백의민족 Le peuple en habit blanc [= le peuple coréen] (1969)
- 도깨비 잔치 Le lutin de la foire (1978)
- 재수 없는 금의환향 Le retour au pays prestigieux mais malheureux (1979)
- 개는 왜 짖는가? Pourquoi les chiens aboient-ils ? (1983)
- 테러리스트 Terroriste (1986)

### Essai
- 녹두꽃이 떨어지면 Quand tombent les fleurs du haricot mungo  (1985)

## Récompenses
- Prix de littérature contemporaine (Hyundae Munhak) de 1973 pour Le Peuple en habit blanc.